# Pine Valley (Wisconsin)
Pine Valley – miasto w Stanach Zjednoczonych, w stanie Wisconsin, w hrabstwie Clark.